# CFS Jumilla
El Club Fútbol Sala Jumilla conocido por motivos de patrocinio como Jumilla Fútbol Sala Bodegas Carchelo es un equipo español de fútbol sala de Jumilla, Región de Murcia. Fue fundado en 1997. En la temporada 2017/18 el equipo jugará en la Segunda División B 
El club, era conocido en sus orígenes como "Roster Jumilla", pero tuvo un cambio de nombre en el año 2009 y paso a llamarse "CFS Jumilla Montesinos", debido al cambio de patrocinio que sufrió el equipo. En el año 2015, Bodegas Carchelo se convirtió en el patrocinador principal, lo que hizo que volviera a cambiar de nombre. El equipo juega en el Pabellón Municipal de Deportes "Carlos García", situado en la población murciana de donde es originario el equipo. 

## Palmarés
- Primera Nacional "B" 2000/2001
- Primera Nacional "A" 2003/2004
- Segunda División B 2011/2012
- Segunda División 2012/2013